# Serge Lifar

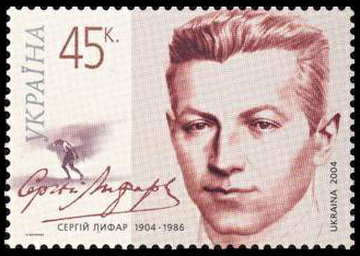
Znaczek ukraiński poświęcony Serge'owi Lifarowi

Serge Lifar, właśc. Siergiej Michajłowicz Lifar (ukr. Сергій Михайлович Лифар, ros. Сергей Михайлович Лифарь, ur. 20 marca?/2 kwietnia 1905 w Kijowie, zm. 15 grudnia 1986 w Lozannie) – francuski tancerz i choreograf, urodzony w Imperium Rosyjskim, pochodzenia ukraińskiego.

## Życiorys
Ukończył gimnazjum, studiował w konserwatorium grę na fortepianie i skrzypcach, a na początku rewolucji zaczął uczęszczać do państwowej szkoły baletowej, gdzie uczył się tańca u Bronisławy Niżyńskiej  
W 1923 przyłączył się do zespołu Diagilewa, zjawiając się jako „piąte koło u wozu” z grupą czterech chłopców, po których posłał Diagilew. Wkrótce pod kierunkiem mistrza Cecchettiego poczynił ogromne postępy i po dwóch latach został pierwszym tancerzem zespołu. 
W 1929 roku przedstawił swoją pierwszą pracę choreograficzną – nową wersję „Lisa” Strawinskiego. W 1930 roku zaangażował się do Opery paryskiej jako pierwszy tancerz i choreograf, stając się w dwa lata później profesorem. Z krótką przerwą w latach 1944–1946, kierował zespołem baletowym Opery dla którego opracował około 45 baletów, przywracając mu w ten sposób zainteresowanie szerokiej publiczności i wychowując wielu świetnych tancerzy. W ten sposób wskrzesił wielkie tradycje baletu francuskiego. 
Lifar stworzył we Francji zawód tancerza, zbudował fundament dla pracy Rolanda Petit i Janine Charrat oraz wychował tak wybitnych artystów, jak Yvette Chauvire, Renee Jeanmaire i Jean Babilee. Można by jeszcze wymienić cały szereg innych, włączając wielu z samej opery, między którymi znajduje się Josette Clavier.